# 島田陽一
島田 陽一（しまだ よういち、1953年 - ）は、日本の法学者。専門は労働法。早稲田大学法学学術院名誉教授。元学校法人早稲田大学副総長、元中央労働委員会公益委員。弁護士。

## 略歴
早稲田大学高等学院を経て、1975年早稲田大学法学部卒業。1983年、早稲田大学大学院法学研究科博士後期課程単位取得満期退学。
1984年、小樽商科大学専任講師、助教授、1994年同教授。1997年から早稲田大学法学部教授。
2010年、早稲田大学理事、2014年同大学副総長就任。2018年の総長選挙では落選。2023年3月末をもって定年により退任した。最終講義のタイトルは「早稲田での教員生活を振り返って　－労働法研究と教員の４つの役割－」。

## 人物
- 早稲田大学法学部の先輩である鎌田薫総長の下、副総長まで登りつめたが、2018年の総長選では本命とされながらも決選投票の末、政治経済学部の田中愛治に敗れ、2代連続の法学部出身総長とはならなかった[1]。
- 弟子に、細川良（青山学院大学教授）、鈴木俊晴（早稲田大学教授）、小山敬晴（大分大学准教授）、古賀修平（宮崎産業経営大学講師）らがいる。

## 著書・論文等
- 『労働法〔第5版〕』（浅倉むつ子、盛誠吾と共著 有斐閣アルマ　2015年）
- 『ケースブック労働法〔第4版〕』（荒木尚志、奥田香子、土田道夫、中窪裕也、水町勇一郎、村中孝史、森戸英幸と共著 有斐閣  2015年）
- 「正社員改革と雇用改革」季刊労働法247号（2014年）
- 「労働移動と雇用改革」日本労働研究雑誌55巻12号（2014年）
- 「企業組織再編と労働関係―労働法学の立場から」ジュリスト1326号（2007年）
- 「有期契約労働法制の現状と立法課題」民商法雑誌134巻6号（2006年）
- 「ホワイトカラー労働者と労基法41条2号」季刊労働法214号（2006年）
- 「CSR（企業の社会的責任）と労働法学の課題に関する覚書」季刊企業と法創造６号（2006年）
- 「有期労働契約法制の現状と立法課題」民商法雑誌134巻6号（2006年）
- 「情報と労働法」日本労働法学会誌105号（2005年）
- 「日本における労働市場・企業組織の変容と労働法の課題」季刊労働法206号（2004年）